# Monastère de Văratec
Le monastère de Văratec est un monastère orthodoxe roumain situé dans la commune d'Agapia, dans le nord du județ de Neamț, à 12 km au sud de Târgu Neamț et à 40 km au nord de Piatra Neamț, le chef-lieu du județ.
Il est logé dans une petite vallée des contreforts orientaux des Carpates.
Son histoire a débuté en 1785 lorsque des prêtres de Iași fondèrent un ermitage. Deux ans plus tard, en 1787, ils s'unissaient avec les religieux de l'ermitage de Topolnița.
En 1803, le monastère est officiellement fondé et la construction des édifices religieux commence.

## Architecture
De nos jours, le monastère possède plusieurs ensembles classés parmi les monuments historiques de Roumanie :
- Église de la Dormition de la Vierge (Adormirea Maicii Domnului) (1808-1812) ;
- Tour-clocher du XIXe siècle ;
- Église St Jean-Baptiste (Sf. Ioan Botezătorul) de 1844 ;
- Église de la Transfiguration (Schimbarea la Față) de 1847 ;
- Cellules des moines des XIXe siècle et XXe siècle.

## Personnalités liées au monastère
- Ștefana Velisar Teodoreanu (1897-1995), écrivaine roumaine, finit sa vie au monastère.

## Galerie de photographies

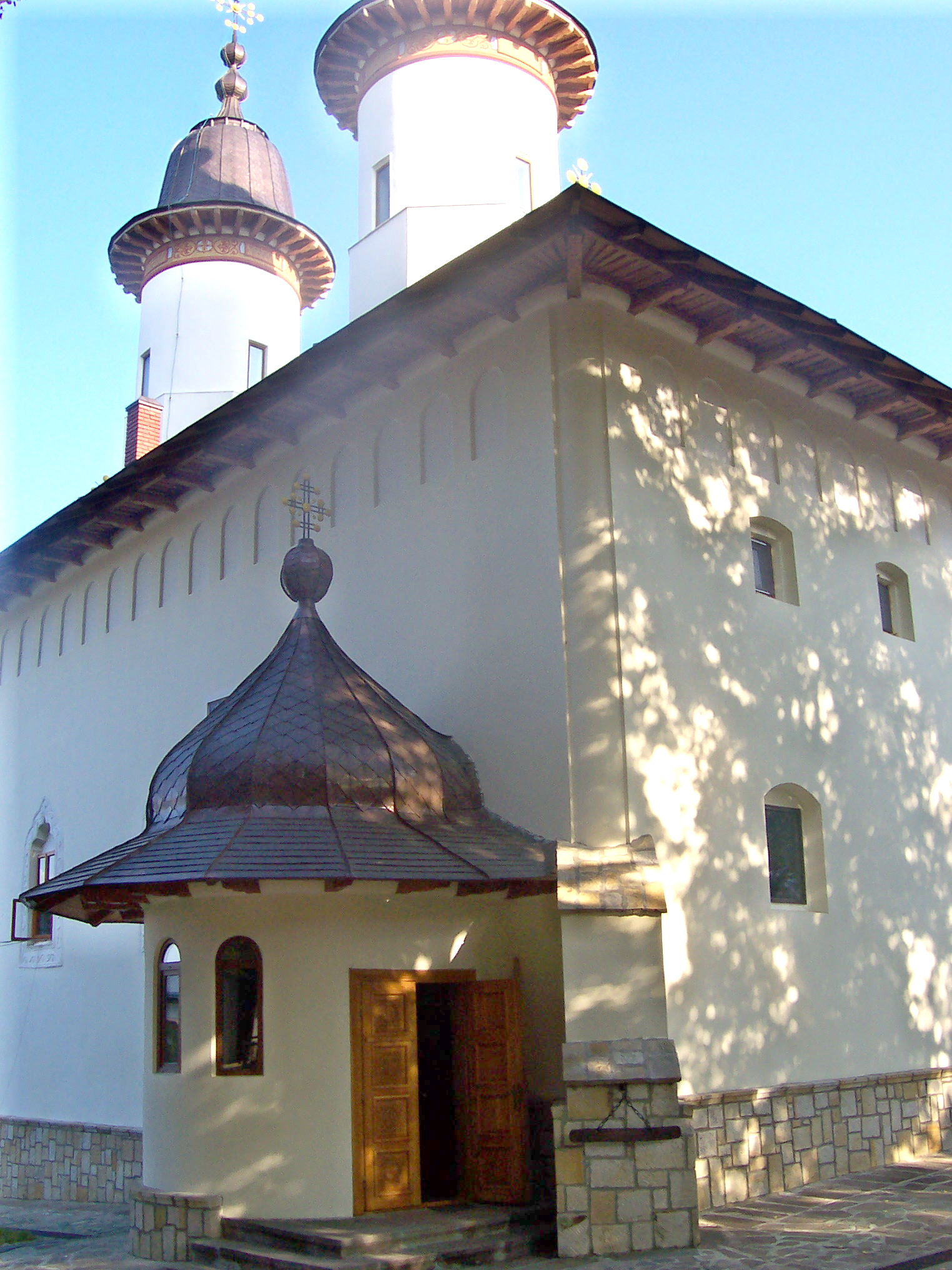
Entrée du monastère.
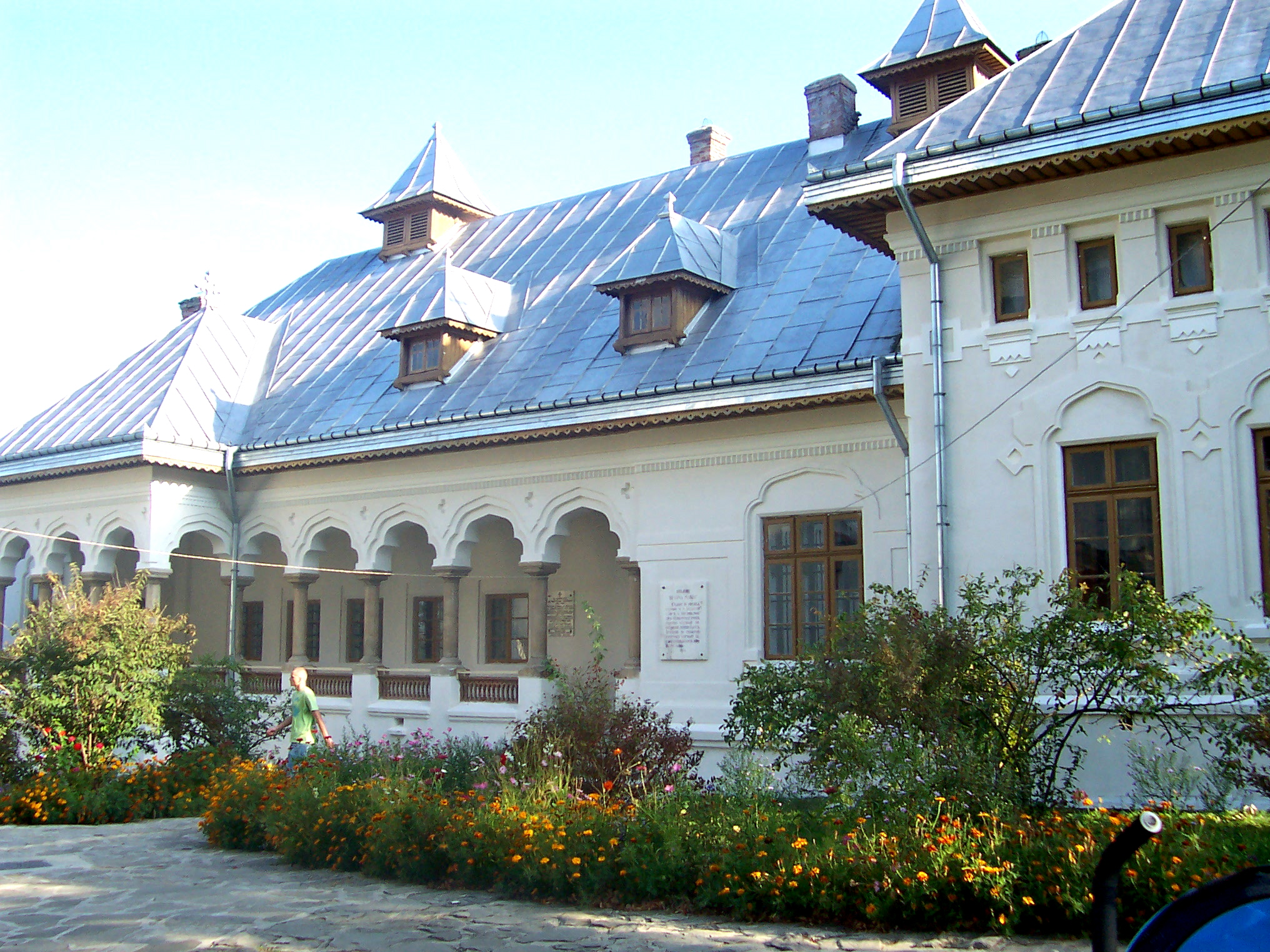
La cour intérieure.